# Antiquariat.de
Antiquariat.de, ehemals prolibri.de, ist ein Internetverkaufsportal für antiquarische Bücher und Nebengebiete wie Graphiken, Autographen, Kunstwerke, Postkarten, Tonträger und Noten, über das etwa 370 Antiquariate ihr Angebot anbieten. Das Portal unterscheidet sich von anderen Antiquariatsportalen dadurch, dass es von Antiquaren selbst betrieben wird, die sich zu der Genossenschaft der Internet-Antiquare eG (GIAQ) zusammengeschlossen haben. Die Seite wurde im März 2005 als prolibri.de gegründet und änderte ihren Namen am 1. März 2010 in antiquariat.de.

## Ziele
Ziel der beteiligten Antiquare war es, eine Vertriebsmöglichkeit zu schaffen, in der das berufsspezifische Wissen der Antiquare einfließt. Aufnahmekriterien für Händler sollen bewirken, dass sowohl die Qualität des Kundenservice wie auch der Warenbeschreibung hochgehalten werden. Die Standards entsprechen den schon vor Internetzeiten branchenüblichen Gepflogenheiten in der Warenbeschreibung.
Ein geschäftspolitisches Ziel der beteiligten Antiquare war es, mit der eigenen Plattform antiquariat.de den Vertriebsweg der eigenen Waren in den Händen zu behalten und somit nicht dem wirtschaftlichen Kalkül fremder Plattformbetreiber, wie z. B. ZVAB oder AbeBooks, beide im Besitz von Amazon, ausgesetzt zu sein. Kunden sollen zudem auf einfache Weise mit den Antiquaren direkt in Kontakt kommen können und auch zum Ladenbesuch animiert werden. Um den Marktanteil der Plattform zu vergrößern, bieten viele der beteiligten Anbieter ihre Bücher u. a. hier früher an als anderswo und/oder auch günstiger.
Die GIAQ verfolgt die Strategie, zentralen Plattformen ein dezentrales Netzwerk entgegenzusetzen, ohne dass für den Kunden die Effizienz der Warensuche verloren geht. Um den Antiquaren mehr Raum für individuelle Präsentation des Antiquariates zu ermöglichen, stellt antiquariat.de Homepages mit Shopsystem zur Verfügung, die zusätzlich in ein von antiquariat.de betriebenes Händlernetzwerk eingebunden werden können.
Seit Frühjahr 2008 ist antiquariat.de Sponsor der Antiquariatsmessen in Frankfurt und Leipzig und seit 2010 bietet es seinen Teilnehmern die Möglichkeit, besondere antiquarische Stücke im jährlich erscheinenden "Gemeinschaftskatalog der Antiquare" anzubieten.

## Umfang
Etwa 370 Antiquariate bieten etwa 4 Millionen Bücher, Graphiken, Autographen, Noten, Photographien u. ä. auf antiquariat.de an, die mit über 580.000 Bildern veranschaulicht werden (Stand: Mai 2015). Antiquare, die auf Antiquariat.de anbieten möchten, müssen nicht Mitglied der Genossenschaft werden. Kunden können auch ohne Kunden-Account Bestellungen vornehmen.